# Pavonia schiedeana
Pavonia schiedeana är en malvaväxtart som beskrevs av Steudel. Pavonia schiedeana ingår i släktet påfågelsmalvor, och familjen malvaväxter. Inga underarter finns listade i Catalogue of Life.